# Šišići (Czarnogóra)
Šišići (cyr. Шишићи) – wieś w Czarnogórze, w gminie Kotor. W 2011 roku liczyła 88 mieszkańców.